# Hello Again
Hello Again è un musical con colonna sonora, parole e libretto di Michael John LaChiusa, debuttato al Lincoln Center nel 1993. Il musical è basato sul dramma dello scrittore e drammaturgo austriaco Arthur Schnitzler Girotondo (Reigen).

## Trama
Come il dramma da cui è tratto, Hello Again presenta dieci scene in cui due personaggi si incontrano, seducono e si amano: uno dei due personaggi sarà presente anche nella scena succiva, in cui avrà un rapporto con un terzo personaggio che, a suo volta, sarà il protagonista della scena successiva e così via. I personaggi non vengono mai chiamati per nome, ma solo con l'estrazione sociale da cui provengono ed il ruolo che svolgono nella società: la prostituta, il soldato, l'infermiera, l'universitario, la giovane moglie, il marito, il ragazzino, lo scrittore, l'attrice, il conte.
A differenza dell'opera di Schnitzler, in cui gli incontri avvengono nello stesso periodo, nel musical di LaChiusa ogni episodio è ambientato in un diverso decennio del XX secolo: ciò ha dato la possibilità al compositore di spaziare nei generi musicali, dall'opera alla musica disco. Un'altra differenza con il dramma originale è che due delle relazioni sono omosessuali: il ragazzino ("Young Thing") del musical era una ragazzina nell'opera teatrale di Schnitzler.

## Debutto
La produzione originale del musical ha debuttato al Lincoln Center di New York il 30 dicembre 1993 ed è rimasta in scena per 101 repliche fino al 27 marzo 1994.

## Brani musicali
- Hello Again - La prostituta e il soldato
- Zei Gezent / I Gotta Little Time / We Kiss - Il soldato e l'infermiera
- In Some Other Life - L'infermiera e l'universitario
- Story of My Life - L'universitario e la giovane moglie
- At the Prom / Ah Maein Zeit / Tom - La giovane moglie e il marito
- Listen to the Music - Il marito e l'amante
- Montage / Safe / The One I Love - L'amante e lo scrittore
- Silent Movie - Lo scrittore e l'attrice
- Rock With Rock / Angel of Mercy / Mistress of the Senator - L'attrice e il conte
- The Bed Was Not My Own / Hello Again (Reprise) - Il conte e la prostiututa

## Cast e produzioni principali
|                | New York, 1993        | Londra, 2001       | Australia, 2008        | Tour scandinavo, 2008           | New York, 2011        |
| -------------- | --------------------- | ------------------ | ---------------------- | ------------------------------- | --------------------- |
| Prostituta     | Donna Murphy          | Ellen O'Grady      | Lisa Callingham        | Lena Näslund                    | Nikka Graff Lanzarone |
| Soldato        | David A. White        | Matt Rawle         | Vincent Hooper         | Jonas Schlyter                  | Max von Essen         |
| Infermiera     | Judy Blazer           | Golda Rosheuvel    | Liz Stiles             | Hilde Traetteberg               | Elizabeth Stanley     |
| Universitario  | Michael Park          | Mark Stobbard      | Keane Fletcher         | Mikael Lundin                   | Robert Lenzi          |
| Giovane moglie | Carolee Carmello      | Jenna Russell      | Katrina Retallick      | Mari Haugen Smistad             | Alexandra Silber      |
| Marito         | Dennis Parlato        | Charles Shirvell   | Matt Young             | Tore Norrby                     | Bob Stillman          |
| Ragazzino      | John Cameron Mitchell | Dominic Brewer     | Gareth Keegan          | David Inghamn                   | Blake Daniel          |
| Scrittore      | Malcolm Gets          | Michael Cahill     | Zack Curran            | Johan Ringström                 | Jonathan Hammond      |
| Attrice        | Michele Pawk          | Anita Louise Combe | Sigrid Langford-Scherf | Maria Camilla Karlsson Stavland | Rachel Bay Jones      |
| Conte          | John Dossett          | Nigel Richards     | Nathan Carter          | Lennart Eriksson                | Alan Campbell         |

## Adattamento cinematografico
Nel 2017 Tom Gustafson ha diretto l'omonimo adattamento cinematografico, con un cast che comprendeva Audra McDonald, Cheyenne Jackson, Martha Plimpton e Sam Underwood.

## Premi e nomination
| Anno | Premio           | Categoria                                      | Nominato              | Risultato       |
| ---- | ---------------- | ---------------------------------------------- | --------------------- | --------------- |
| 1994 | Obie Awards      | Miglior performance                            | Carolee Carmello      | Vincitore/trice |
| 1994 | Obie Awards      | Menzione speciale                              | Michael John LaChiusa | Vincitore/trice |
| 1994 | Drama Desk Award | Miglior musical                                | Miglior musical       | Candidato/a     |
| 1994 | Drama Desk Award | Miglior colonna sonora                         | Michael John LaChiusa | Candidato/a     |
| 1994 | Drama Desk Award | Miglior libretto                               | Michael John LaChiusa | Candidato/a     |
| 1994 | Drama Desk Award | Migliori parole                                | Michael John LaChiusa | Candidato/a     |
| 1994 | Drama Desk Award | Miglior attrice non protagonista in un musical | Donna Murphy          | Candidato/a     |
| 1994 | Drama Desk Award | Miglior attrice non protagonista in un musical | Judy Blazer           | Candidato/a     |
| 1994 | Drama Desk Award | Miglior regia                                  | Graciela Daniele      | Candidato/a     |
| 1994 | Drama Desk Award | Migliori coreografie                           | Graciela Daniele      | Candidato/a     |